# Cernon (Marne)
Cernon ist eine französische Gemeinde mit 126 Einwohnern (Stand 1. Januar 2022) im Département Marne in der Region Grand Est. Sie gehört zum Arrondissement Châlons-en-Champagne und zum Kanton Châlons-en-Champagne-3. 

## Geografie
Die Gemeinde Cernon liegt an der Coole, 15 Kilometer südlich von Châlons-en-Champagne. Unmittelbar westlich von Cernon verläuft die Autoroute A 26. Die Gemeinde ist umgeben von folgenden Nachbargemeinden:
| Breuvery-sur-Coole | Saint-Quentin-sur-Coole                     | Togny-aux-Bœufs    |
| Vatry              | Kompassrose, die auf Nachbargemeinden zeigt | Vitry-la-Ville     |
| Bussy-Lettrée      | Coupetz                                     | Cheppes-la-Prairie |

## Bevölkerungsentwicklung

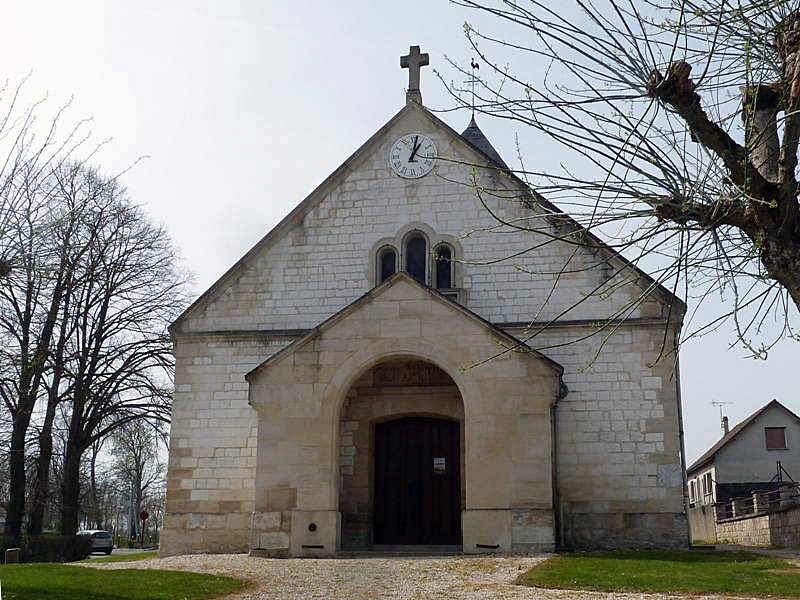
Kirche Saint-Pierre

| Jahr                       | 1962 | 1968 | 1975 | 1982 | 1990 | 1999 | 2008 | 2018 |
| -------------------------- | ---- | ---- | ---- | ---- | ---- | ---- | ---- | ---- |
| Einwohner                  | 105  | 116  | 118  | 116  | 112  | 120  | 130  | 126  |
| Quellen: Cassini und INSEE |      |      |      |      |      |      |      |      |